# 堀川 (水産加工業)
株式会社堀川（ほりかわ）は、新潟県北蒲原郡聖籠町に本社をおく水産加工物製造業者である。

## 沿革
- 1924年10月18日　- 創業者堀川兵三郎が新潟市西湊町（現・中央区西湊町通）で「堀川かまぼこ店」として創業[1]
- 1948年　- 堀川蒲鉾工業株式会社を設立
- 1993年　- 本社・本社工場を聖籠町に移転。株式会社堀川に社名変更。
- 2015年（平成27年）5月1日 - 紀文食品と業務提携契約を締結[2]。

## 主な商品
- アラスカ - かに風味かまぼこ
- 別撰5本ちくわ
- 新選4本ちくわ
- 生食かまぼこ

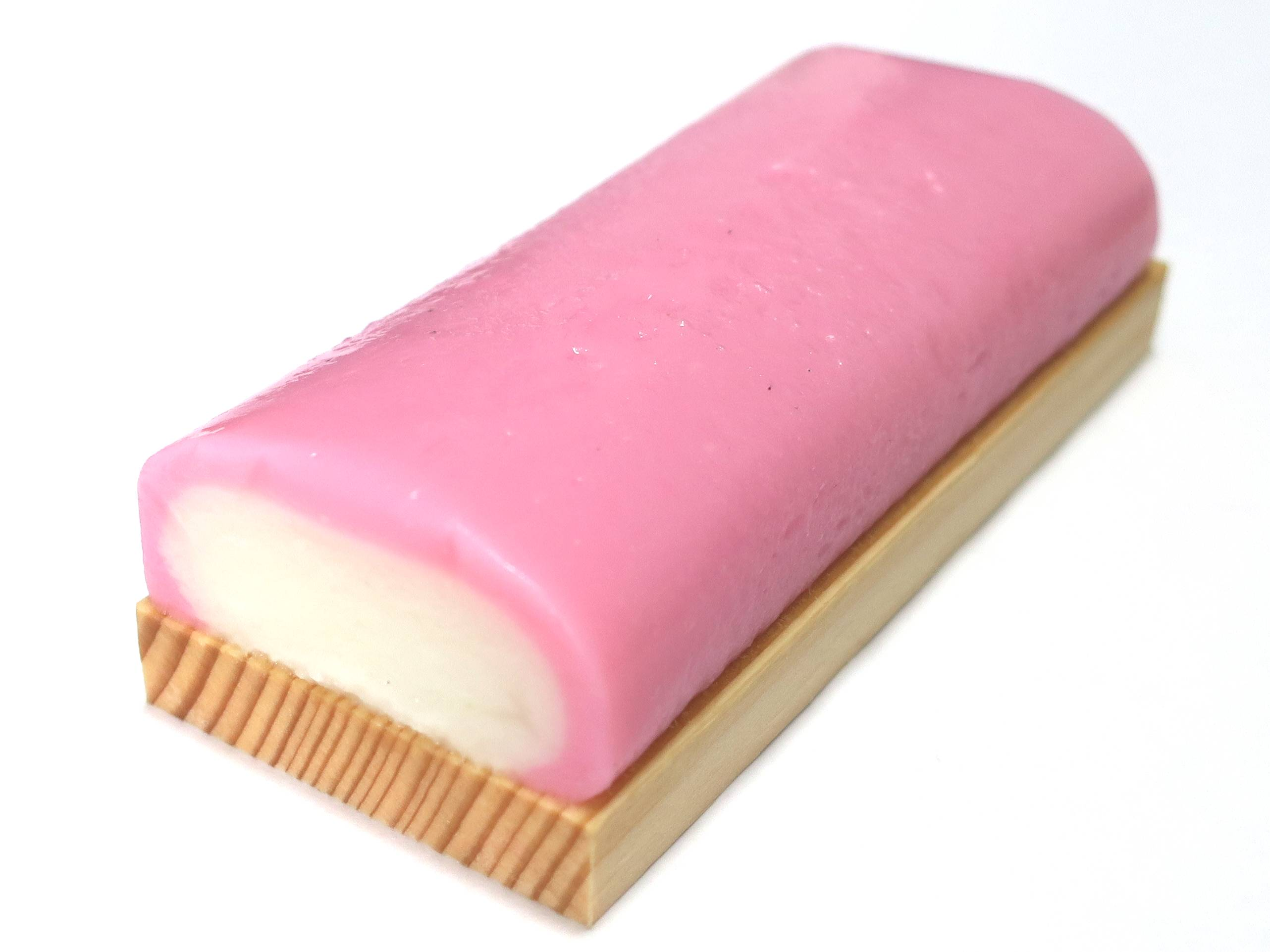
堀川の「生食 かまぼこ（赤）」

- 新潟別撰　堀川の蒲鉾 - リテーナ形成かまぼこ
- おでん袋

## CM
かつては北海道などでも放映されていた時期もあるが、現在は当社の地元・新潟県のみで放映している。

### 過去のCM出演者
- 池上季実子
- 森みゆき

### 過去のCMソング
- 「蒲鉾は傑作だ!」歌：デューク・エイセス
15秒　30秒ロングバージョン有。

## 所在地
- 本社・本社工場・新潟支店：新潟県北蒲原郡聖籠町位守町160-19
- 北海道工場・北海道支店：北海道恵庭市北柏木町3丁目89
- 東北支店：仙台市若林区卸町4丁目7-8
- 関東支店：東京都江東区深川2丁目7-5
- 関西支店：神戸市東灘区向洋町東4丁目15-1